# 오나가타니촌
오나가타니촌(大長谷村)은 도야마현 네이군에 있던 촌이다.

## 개요
근세 이래 니츠야 가도(二ツ屋街道)라는 에치츄(越中)와 히다(飛騨)를 잇는 길의 통과점이었으며, 1663년(간분 3년)에는 도야마 번에 의해 기리쓰케 관소가 설치되었다. 현재는 구 니츠야 가도와 거의 같은 루트로 국도 471호, 국도 472호가 종단하고 있다.  전성기에는 인구가 1700여 명에 달했지만, 현재에는 60명 정도이다. 

## 역사
- 1889년 4월 1일 - 정촌제 시행에 의해 네이군 오나가타니촌이 성립하였다.
- 1957년 11월 1일 - 야쓰오정, 난부촌, 노즈미촌과 합병해, 야쓰오정이 성립하였다.

## 참고문헌
- 『市町村名変遷辞典』東京堂出版、1990年。